# 黄蛋白反应

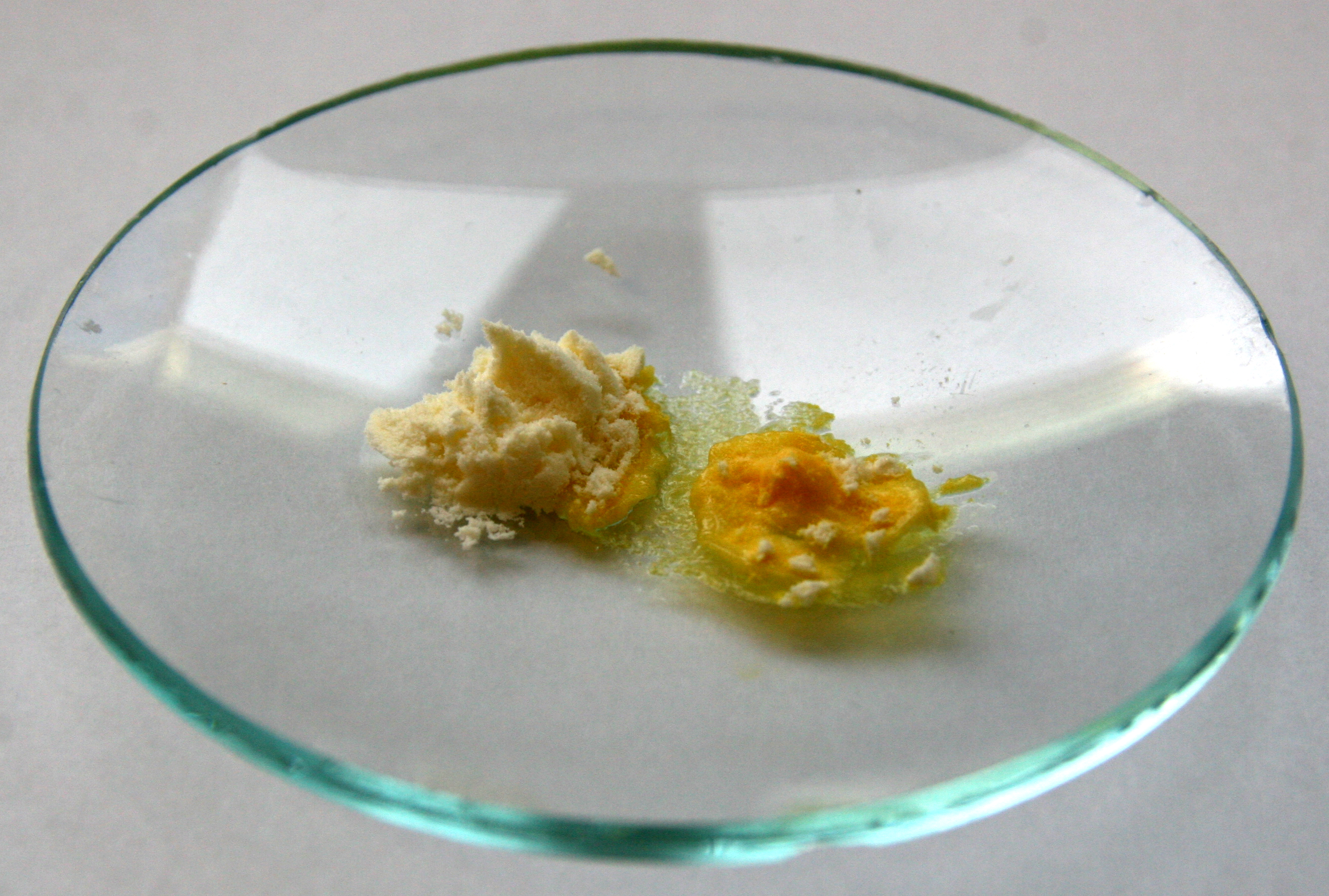
黄蛋白反应產物

黄蛋白反应（英語：xanthoproteic reaction，也称蛋白黄反应）是带有苯环的蛋白质与浓硝酸混合加热后呈现黄色的反应。
反应原理是硝酸对苯环发生硝化作用，生成黄色的芳香硝基化合物，使蛋白质发生变性。浓硝酸滴到皮肤上，过一段时间皮肤就会发黄，数天后死皮褪去，就是因为这个原因。生成的黄色冷却后，若再与碱或氨水接触，则颜色转变为橙黄色。
带有苯环的氨基酸包括：酪氨酸、苯丙氨酸和色氨酸。它们之中，酪氨酸苯环上的羟基活化了苯环，使得黄蛋白反应较容易进行，而苯丙氨酸苯环的硝化却较难发生。以酪氨酸为例，黄蛋白反应的方程式为：